# Embalse de María Cristina

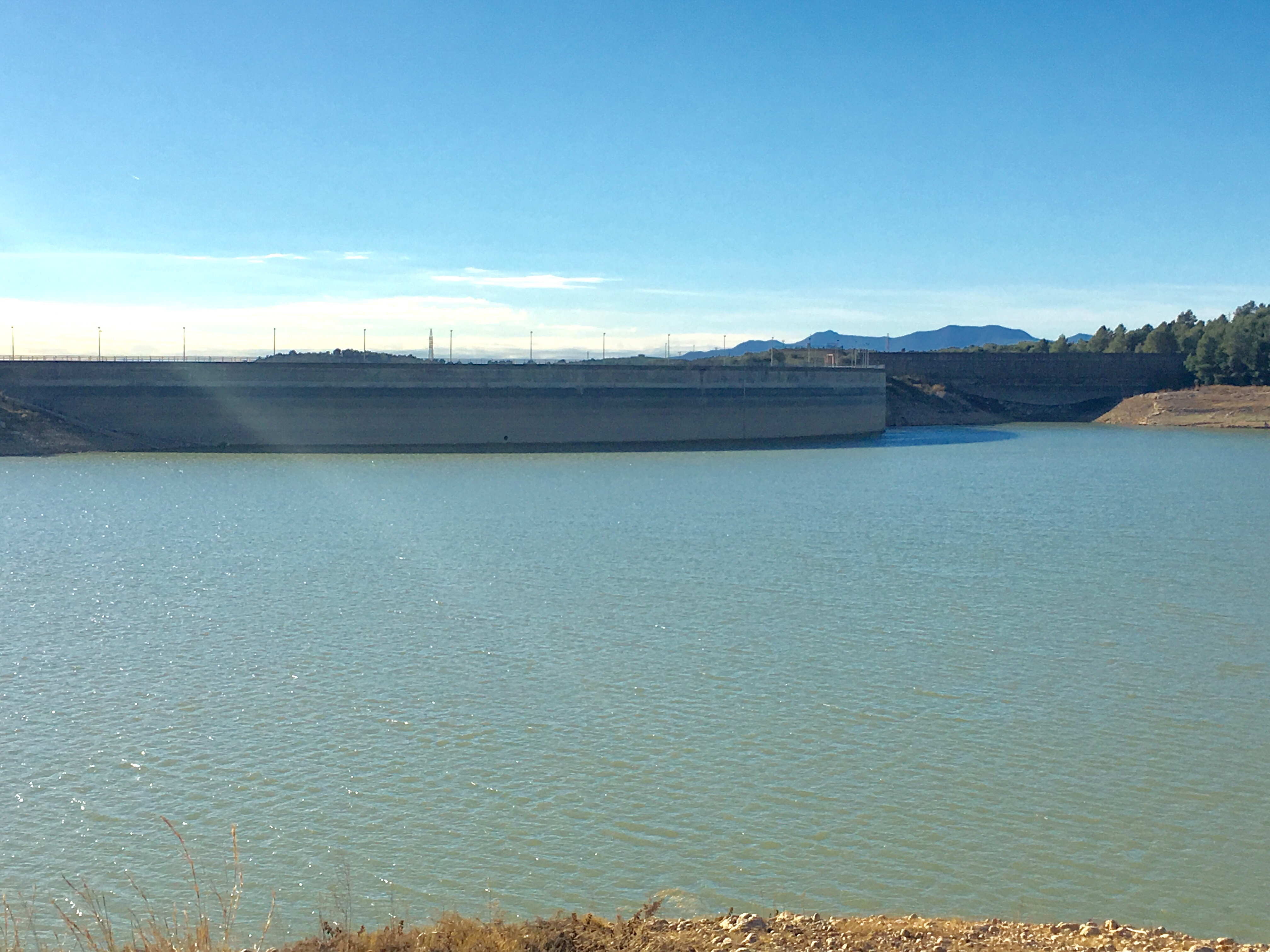
Presa del pantano de María Cristina

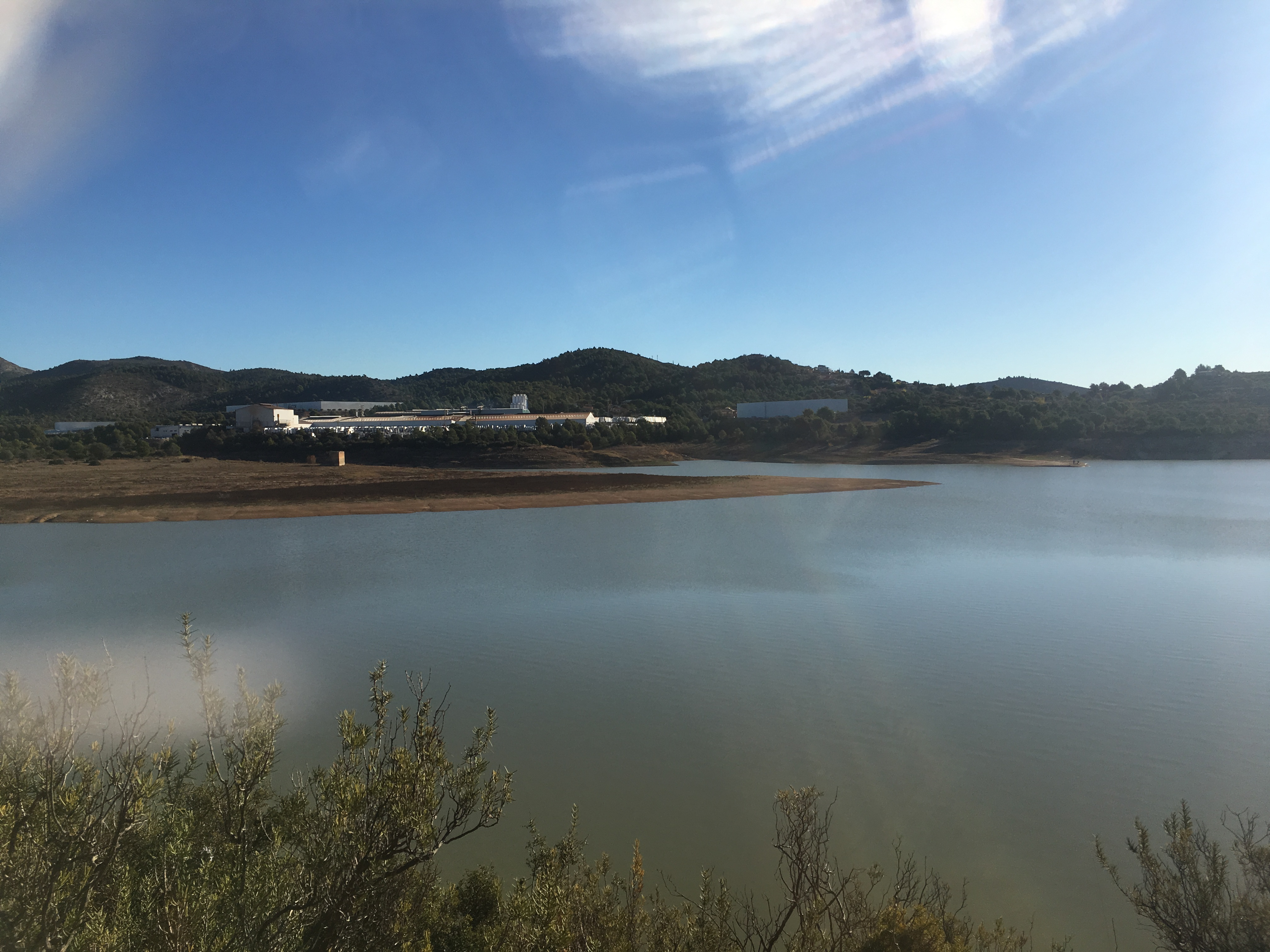
Pantano de María Cristina

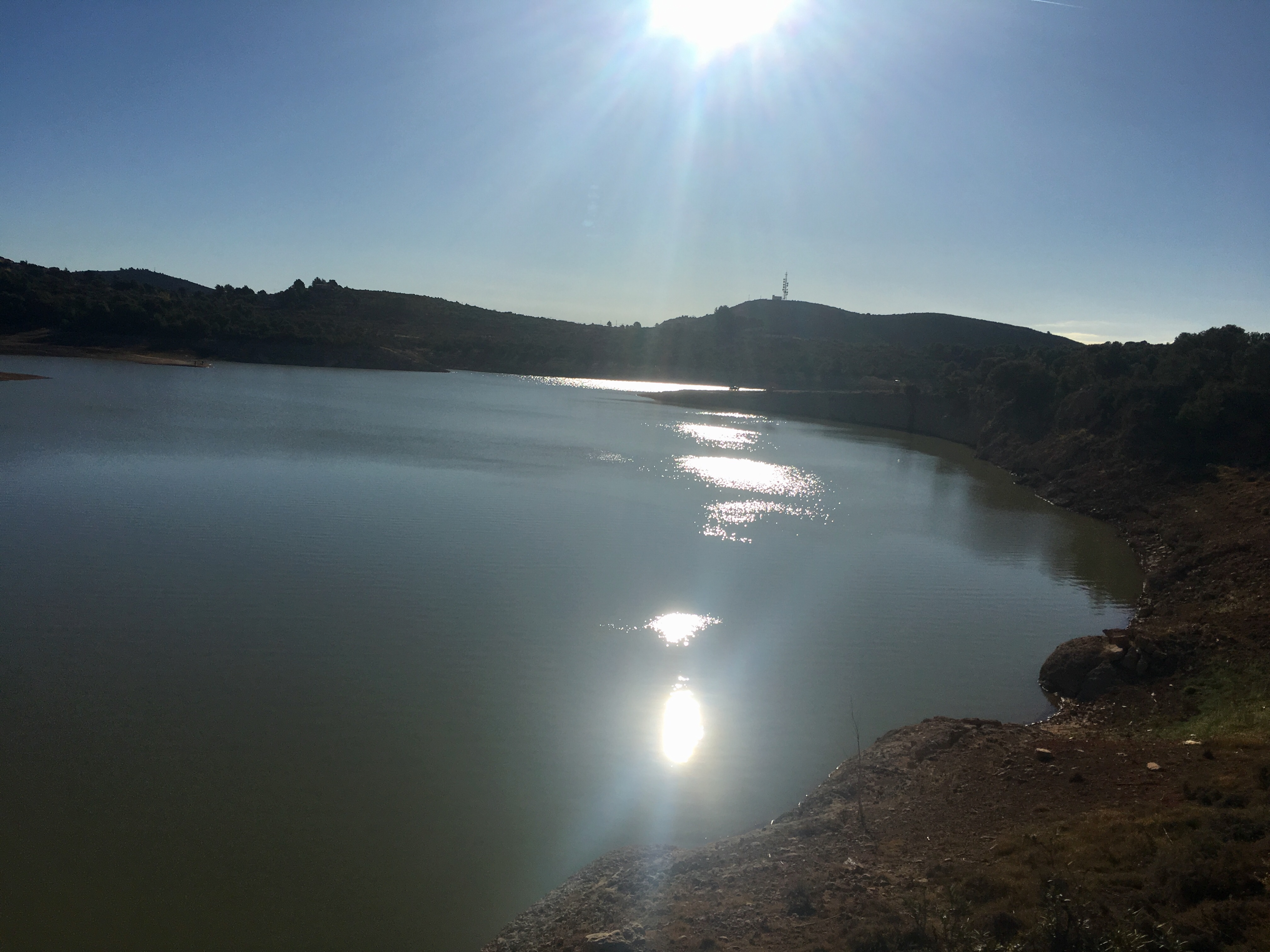
Pantano María Cristina

El embalse de María Cristina se sitúa entre los municipios de Alcora, San Juan de Moró, Borriol y Castellón de la Plana en la provincia de Castellón, España.
Las obras comenzaron en 1901 y concluyeron en 1925 tras varios problemas durante su construcción. Está situado en el cauce de la rambla de la Viuda, sobre una superficie de 265 hectáreas y con una capacidad máxima de 19,59 hm³. La presa es del tipo arco de gravedad construida con hormigón, con una altura de 59 metros y una longitud en coronación de 318 m.
Posee un aliviadero de lámina libre con una capacidad de 597 m³/s. Se destina a la recarga de los acuíferos de las comarcas Plana Alta y Plana Baixa, tiene una capacidad de 18,4 hm³.
Esta presa ha llegado a desbordarse en tres ocasiones debido a las fuertes crecidas por gota fría. En 1920 (durante las obras), 1962 y 2000, esta última ocasionó un agujero con gran caudal de fuga en la estructura de hormigón de la presa, e hizo saltar todas las alarmas.
La presa pertenece a la Confederación Hidrográfica del Júcar.

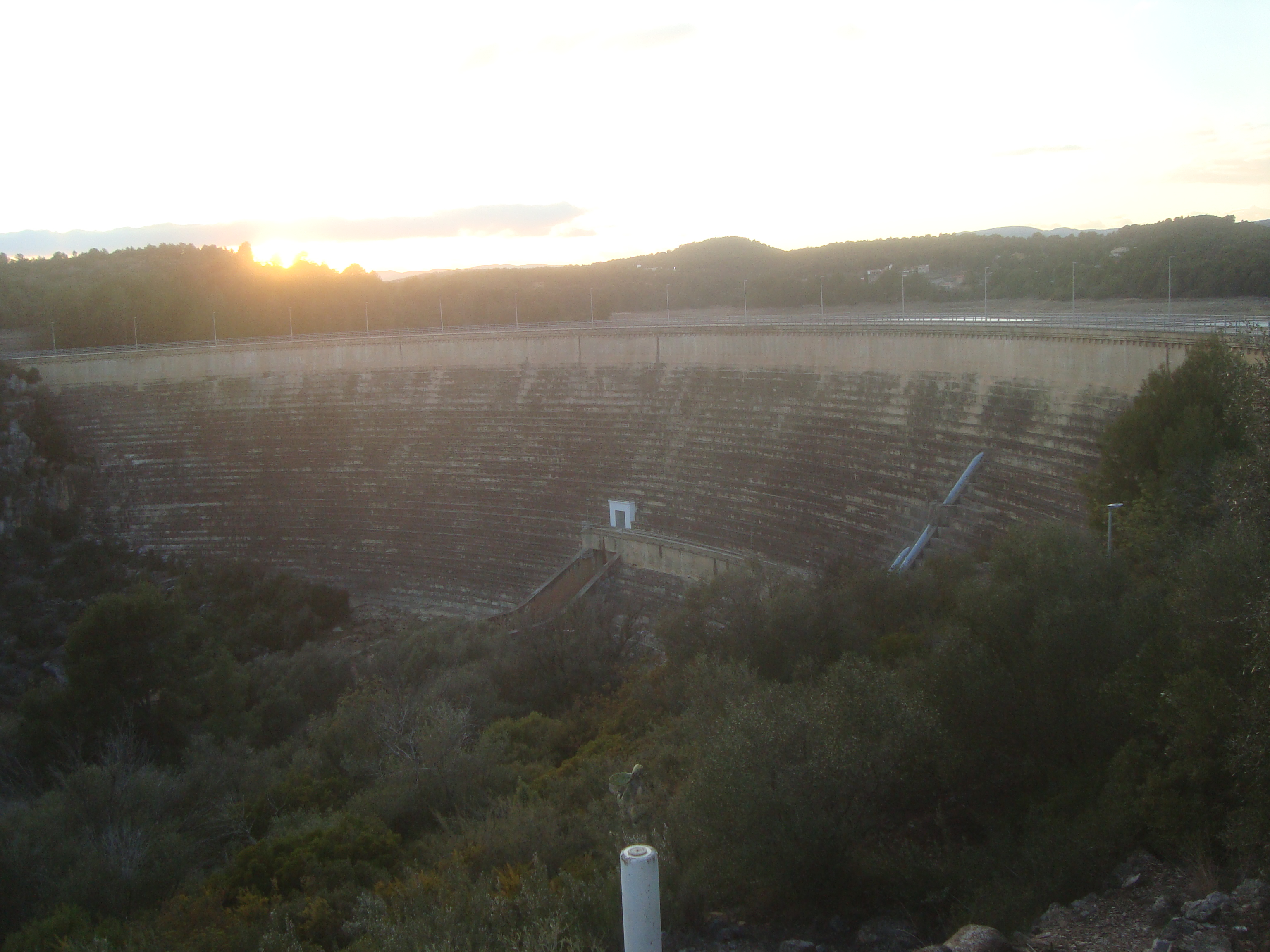
Presa del pantano de María Cristina